# Namazu

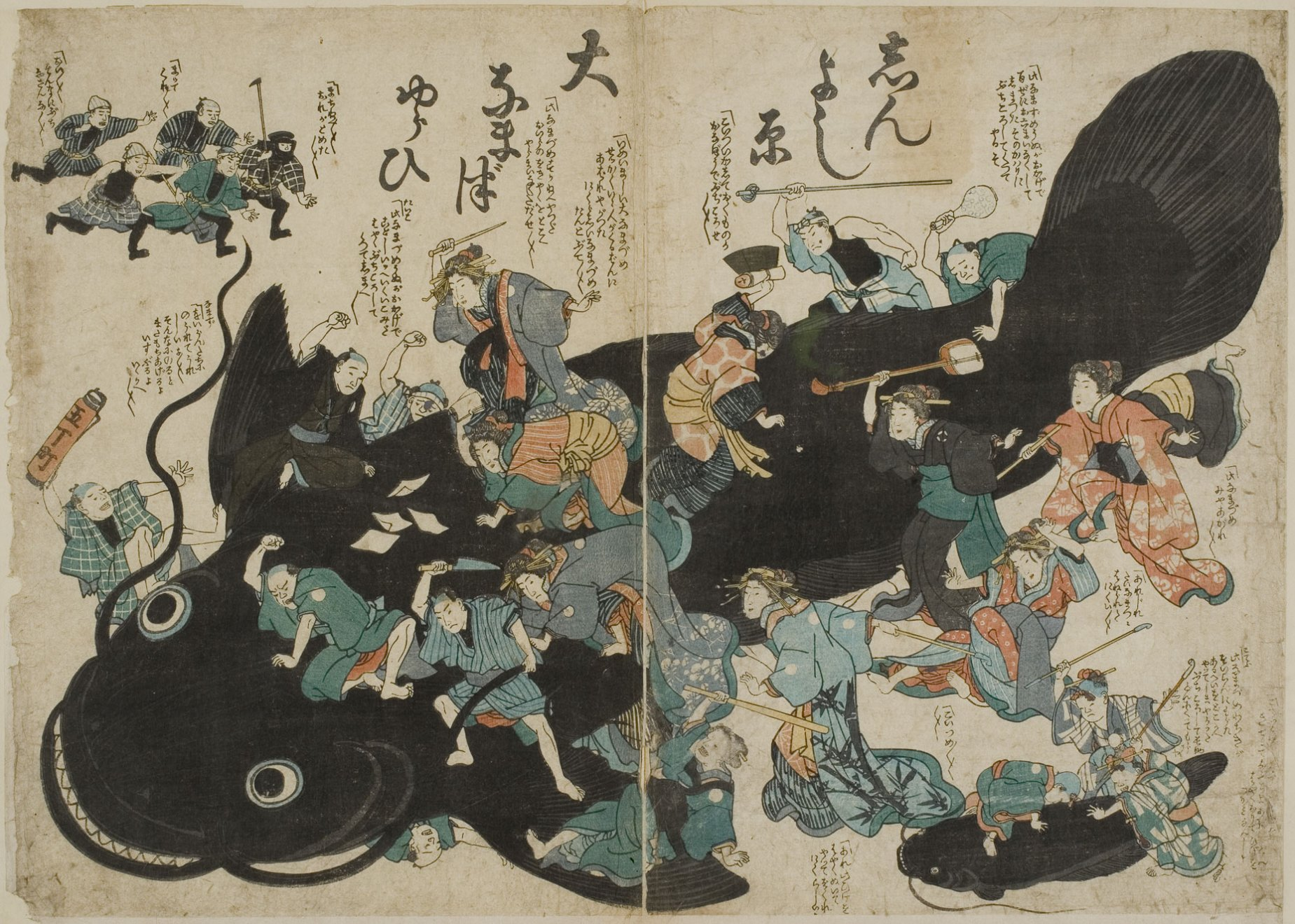
Cá trê Namazu

Namazu (chữ Nhật: 鯰) hay Ōnamazu (大鯰), người Việt gọi Con Cù, người Hoa gọi Câu Long là một con cá trê khổng lồ trong thần thoại Nhật Bản, theo đó lưu truyền một truyền thuyết về nguyên nhân động đất. Người Nhật cho rằng ở ngoài đại dương có một loài thủy quái, con vật này có đầu ở Nhật Bản, đuôi nằm ở Ấn Độ và lưng vắt qua khe nước ở Hội An, nơi Chùa Cầu bắc qua. Mỗi khi con thủy quái ngóc đầu lên, nước Nhật bị động đất, Hội An cũng rung chuyển, dân chúng không thể bình yên làm ăn buôn bán. Thực tế nó liên tưởng đến loài cá nheo khổng lồ hồ Biwa/Biwako-o'namazu/ビワコオオナマズ (Silurus biwaensis) của Nhật Bản.

## Truyền thuyết
Là đất nước thường xuyên phải đối mặt với động đất, thiên tai, người Nhật cho rằng, ở phía Đông lục địa châu Á có con thủy quái có tên gọi là Namazu với kích thước rất dài đầu ở phương Bắc châu Á (giáp châu Bắc Cực), mình ở bên Nhật Bản, đuôi kéo dài đến tận Việt Nam. Theo thần thoại Nhật Bản, Namazu là một con cá trê có cơ thể khổng lồ. Do vậy, mỗi khi di chuyển, đuôi của nó quẫy mạnh khiến trái đất rung chuyển. Namazu được miêu tả là bị các thần linh giam giữ trong lớp bùn dưới các hòn đảo của Nhật Bản, khi các vị thần không cảnh giác, Namazu sẽ quẫy cơ thể và gây nên những trận động đất kinh hoàng.
Chỉ có thần Kashima, vị thần của sấm sét và kiếm đạo mới có đủ khả năng chế ngự con cá trê khổng lồ này. Tuy nhiên, thỉnh thoảng khi thần Kashima mệt mỏi hay phân tâm thì Namazu lại có cơ hội quẫy mình, gây ra các trận động đất, thậm chí có cả núi lửa phun trào, gây ra đại họa. Người dân tin rằng, quái vật khổng lồ Namazu trừng phạt sự tham lam của con người. Bằng cách gây ra những trận động đất, Namazu muốn con người phân chia của cải ngang bằng nhau. Vì vậy, nó được coi là thần của cải. Để yểm trừ, người ta lập ngôi chùa để khống chế “thủy quái”, vì muốn khống chế “thủy quái”, người ta thờ thần Khỉ và thần Chó trên hai đầu cầu. Cây cầu bắc qua với các con vật bên trên như thanh kiếm cắm xuống yếu huyệt ở lưng, sẽ “yểm” con thủy quái, làm nó không cựa quậy vùng vẫy, mong trừ tai họa. 

## Yểm trừ
Khi sang Việt Nam buôn bán ở phố Hội, các thương gia người Nhật cũng thường xuyên phải đối phó với cảnh lụt lội. Để người Nhật, người Hoa, người Việt được bình yên làm ăn buôn bán, với kinh nghiệm của mình, người Nhật khi qua định cư tại Hội An đã cố tìm thầy phong thủy giỏi để xem thế đất, cắm điểm xây dựng một chiếc cầu tại đây hình dáng như là một thanh kiếm đâm xuống ngay sống lưng con Namazu, khiến nó không thể quẫy đuôi gây ra động đất nữa.
Ngoài ra, người Nhật cũng đã sáng tạo ra nhiều vị thần có khả năng trấn áp con thủy quái đó, mà thần khỉ là một trong số đó. Hai đôi tượng khỉ và tượng chó cũng chính là hai vị thần bảo hộ trong quan niệm của người Nhật, Nhiều người dân Hội An tin rằng, thủy quái bị xây cầu “trấn yểm” nên rất giận dữ, muốn tìm cơ hội báo thù. Chính vì vậy, không ít năm, Hội An rơi vào cảnh lụt lội, bì bõm do nước sông dâng cao. Trận lụt lịch sử cách đây mấy chục năm còn cuốn phăng bức tượng gỗ Huyền Thiên đại đế thờ trong chùa và một tượng khỉ đá. Vài năm sau, người ta tìm thấy tượng khỉ đá nhưng có vẻ “lá bùa” trấn yểm đã mất thiêng.